# 奥戈贾村委员会
奥戈贾村委员会（俄语：Огоджинский сельсовет）是俄罗斯联邦阿穆尔州谢列姆扎区所属的一个村委员会。其下辖有1个居民点，行政中心为奥戈贾。据2016年统计，该村委员会的人口为339人。